# DeSoto County (Mississippi)
Das DeSoto County ist ein County im US-amerikanischen Bundesstaat Mississippi. Das U.S. Census Bureau hat bei der Volkszählung 2020 eine Einwohnerzahl von 185.314 bei einer Bevölkerungsdichte von 149,7 Einwohnern pro Quadratkilometer ermittelt. Der Verwaltungssitz (County Seat) ist Hernando.
Das DeSoto County ist Bestandteil der Metropolregion Memphis. Es beinhaltet einen Teil des südlichen Vorortbereiches der unmittelbar angrenzenden Stadt Memphis in Tennessee.

## Geographie
Das County liegt im äußersten Nordwesten von Mississippi, grenzt im Westen an Arkansas, wobei die natürliche Grenze durch den Mississippi gebildet wird und im Norden an Tennessee. Das DeSoto County hat eine Fläche von 1287 Quadratkilometern, wovon 49 Quadratkilometer Wasserfläche sind. An das DeSoto County grenzen folgende Nachbarcountys:
|                              | Shelby County (Tennessee) |                 |
| Crittenden County (Arkansas) |                           | Marshall County |
| Tunica County                | Tate County               |                 |

## Geschichte

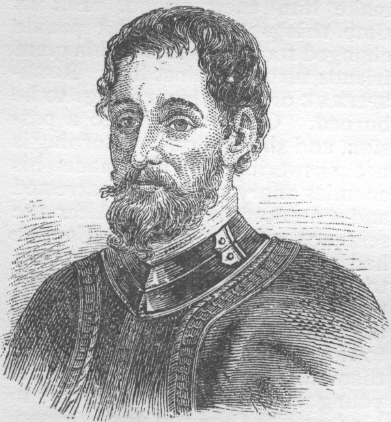
Hernando de Soto

Das DeSoto County wurde am 9. Februar 1836 aus Indianerterritorium gebildet. Benannt wurde es, ebenso wie die Bezirkshauptstadt, nach dem "Entdecker" Hernando de Soto, einem spanischen Seefahrer und Konquistador.

## Demografische Daten
Nach der Volkszählung im Jahr 2010 lebten im DeSoto County 161.252 Menschen in 55.768 Haushalten. Die Bevölkerungsdichte betrug 130,3 Einwohner pro Quadratkilometer. In den 55.768 Haushalten lebten statistisch je 2,76 Personen.
Ethnisch betrachtet setzte sich die Bevölkerung zusammen aus 74,1 Prozent Weißen, 22,8 Prozent Afroamerikanern, 0,4 Prozent amerikanischen Ureinwohnern, 1,3 Prozent Asiaten sowie aus anderen ethnischen Gruppen; 1,3 Prozent stammten von zwei oder mehr Ethnien ab. Unabhängig von der ethnischen Zugehörigkeit waren 5,0 Prozent der Bevölkerung spanischer oder lateinamerikanischer Abstammung.
27,7 Prozent der Bevölkerung waren unter 18 Jahre alt, 61,8 Prozent waren zwischen 18 und 64 und 10,5 Prozent waren 65 Jahre oder älter. 51,4 Prozent der Bevölkerung war weiblich.

Das jährliche Durchschnittseinkommen eines Haushalts lag bei 59.418 USD. Das Pro-Kopf-Einkommen betrug 24.531 USD. 9,8 Prozent der Einwohner lebten unterhalb der Armutsgrenze.

## Städte und Gemeinden
| Citys - Hernando - Horn Lake - Olive Branch - Southaven | Town - Walls | Village - Memphis | Census-designated place - Lynchburg |

Unincorporated Communities
| - Cockrum - Eudora - Lake Cormorant - Lake View | - Lewisburg - Mineral Wells - Nesbit - Pleasant Hill |

## Gliederung
Das DeSoto County ist in fünf durchnummerierte Distrikte eingeteilt:
| Distrikt | Einwohner (2010) | FIPS     |
| -------- | ---------------- | -------- |
| 1        | 44.651           | 28-90153 |
| 2        | 30.691           | 28-90891 |
| 3        | 27.008           | 28-91629 |
| 4        | 20.393           | 28-92367 |
| 5        | 38.509           | 28-93105 |